# Costume court andalou
La tenue traditionnelle du danseur de flamenco est le costume court andalou.

## Présentation

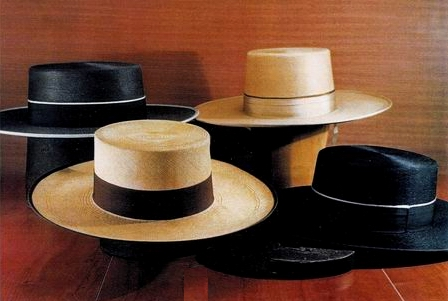
Chapeaux cordouans.

Le costume traditionnel andalou est accompagné du sombrero cordobès ou chapeau cordouan, à bords droits.
Il se compose d'une veste courte, d'une chemise, blanche en général, et d'un pantalon foncé.